# Stora Lommetjärnen, Bohuslän
Stora Lommetjärnen är en sjö i Munkedals kommun i Bohuslän och ingår i Enningdalsälvens huvudavrinningsområde. Sjön är 3 meter djup, har en yta på 0,022 kvadratkilometer och befinner sig 140 meter över havet.